# 山中俊房
山中俊房 （やまなか としふさ，1559年—?。）山中家為甲賀五十三家之一，山中家領地位於伊勢大神宮・柏木郷。
甲賀眾頭領、山中家當主，從屬於南近江六角家，號稱大和守，俗稱山中大和守。
曾任郷代官、鈴鹿山守護、甲賀郷士頭領、山中大和守。族人中有很多人在六角家擔任要職，
六角滅亡後，先後從屬於織田家與豐臣家。善於諜報活動與警戒工作。
秀吉大規模茶會、山中俊房率甲賀忍者維持警護。
子書畫巧、秀吉之祐筆、常仕秀吉側近。
映畫大河劇、人氣小説 《真田太平記》中以甲賀忍者登場對決猿飛佐助等真田十勇士。